# Far East Cup w biegach narciarskich 2024/2025
Far East Cup w biegach narciarskich 2024/2025 to kolejna edycja tego cyklu zawodów. Rywalizacja rozpoczęła się 16 grudnia 2024 r. w południowokoreańskim ośrodku narciarskim Alpensia Resort, a zakończyła 1 marca 2025 r. w japońskim Sapporo.
Nowymi zdobywcami pucharu zostali reprezentanci Japonii: Hikari Miyazaki i Takatsugu Uda.

## Kalendarz i wyniki

### Kobiety
| Lp. | Data             | Miejscowość             | Dystans                       | 1. miejsce      | 2. miejsce       | 3. miejsce       |
| --- | ---------------- | ----------------------- | ----------------------------- | --------------- | ---------------- | ---------------- |
| 1.  | 16 grudnia 2024  | Alpensia Resort         | 5 km s. klasycznym            | Hikari Miyazaki | Takane Tochitani | Han Da-som       |
| 2.  | 17 grudnia 2024  | Alpensia Resort         | 5 km s. dowolnym              | Han Da-som      | Lee Eui-jin      | Takane Tochitani |
| 3.  | 26 grudnia 2024  | Otoineppu               | 10 km s. klasycznym           | Masae Tsuchiya  | Masako Ishida    | Chika Kobayashi  |
| 4.  | 27 grudnia 2024  | Otoineppu               | 10 km s. dowolnym             | Masae Tsuchiya  | Chika Kobayashi  | Masako Ishida    |
| 5.  | 11 stycznia 2025 | Sapporo (Shirahatayama) | 5 km s. klasycznym            | Masae Tsuchiya  | Hikari Miyazaki  | Chika Kobayashi  |
| 6.  | 12 stycznia 2025 | Sapporo (Shirahatayama) | Sprint s. dowolnym (1.5 km)   | Masae Tsuchiya  | Shiori Yokohama  | Aika Kashihara   |
| 7.  | 13 stycznia 2025 | Sapporo (Shirahatayama) | 15 km s. dowolnym             | Masae Tsuchiya  | Shiori Yokohama  | Rinka Azegami    |
| 8.  | 24 stycznia 2025 | Alpensia Resort         | 5 km s. klasycznym            | Lee Eui-jin     | Hikari Miyazaki  | Han Da-som       |
| 9.  | 25 stycznia 2025 | Alpensia Resort         | 5 km s. dowolnym              | Hikari Miyazaki | Han Da-som       | Lee Eui-jin      |
|     | 8 lutego 2025    | Shiramine               | 10 km s. dowolnym             | Odwołano        | Odwołano         | Odwołano         |
|     | 9 lutego 2025    | Shiramine               | Sprint s. klasycznym (1.5 km) | Odwołano        | Odwołano         | Odwołano         |
| 10. | 28 lutego 2025   | Sapporo (Shirahatayama) | 5 km s. klasycznym            | Kaho Nakajima   | Aika Kashihara   | Yuka Yamazaki    |
| 11. | 1 marca 2025     | Sapporo (Shirahatayama) | 10 km s. dowolnym             | Yuka Yamazaki   | Aika Kashihara   | Karen Hatakeyama |

### Mężczyźni
| Lp. | Data             | Miejscowość             | Dystans                       | 1. miejsce       | 2. miejsce       | 3. miejsce       |
| --- | ---------------- | ----------------------- | ----------------------------- | ---------------- | ---------------- | ---------------- |
| 1.  | 16 grudnia 2024  | Alpensia Resort         | 10 km s. klasycznym           | Takatsugu Uda    | Kosei Kobayashi  | Daito Yamazaki   |
| 2.  | 17 grudnia 2024  | Alpensia Resort         | 10 km s. dowolnym             | Daito Yamazaki   | Takatsugu Uda    | Kosei Kobayashi  |
| 3.  | 26 grudnia 2024  | Otoineppu               | 10 km s. klasycznym           | Takatsugu Uda    | Hyuga Otaki      | Haruki Yamashita |
| 4.  | 27 grudnia 2024  | Otoineppu               | 10 km s. dowolnym             | Takatsugu Uda    | Hyuga Otaki      | Haruki Yamashita |
| 5.  | 11 stycznia 2025 | Sapporo (Shirahatayama) | 10 km s. klasycznym           | Takatsugu Uda    | Haruki Yamashita | Hyuga Otaki      |
| 6.  | 12 stycznia 2025 | Sapporo (Shirahatayama) | Sprint s. dowolnym (1.5 km)   | Haruki Yamashita | Hyuga Otaki      | Kosei Kobayashi  |
| 7.  | 13 stycznia 2025 | Sapporo (Shirahatayama) | 15 km s. dowolnym             | Haruki Yamashita | Kosei Kobayashi  | Takahiro Suzuki  |
| 8.  | 24 stycznia 2025 | Alpensia Resort         | 10 km s. klasycznym           | Takatsugu Uda    | Lee Joon-seo     | Byun Ji-yeong    |
| 9.  | 25 stycznia 2025 | Alpensia Resort         | 10 km s. dowolnym             | Takatsugu Uda    | Jeong Jong-won   | Lee Joon-seo     |
|     | 8 lutego 2025    | Shiramine               | 10 km s. dowolnym             | Odwołano         | Odwołano         | Odwołano         |
|     | 9 lutego 2025    | Shiramine               | Sprint s. klasycznym (1.5 km) | Odwołano         | Odwołano         | Odwołano         |
| 10. | 28 lutego 2025   | Sapporo (Shirahatayama) | 10 km s. klasycznym           | Takatsugu Uda    | Kentaro Ishikawa | Sho Kasahara     |
| 11. | 1 marca 2025     | Sapporo (Shirahatayama) | 15 km s. klasycznym           | Takatsugu Uda    | Kosuke Fujimoto  | Sho Kasahara     |

## Klasyfikacje
| Lp. | Zawodniczka     | Punkty |
| --- | --------------- | ------ |
| 1.  | Hikari Miyazaki | 710    |
| 2.  | Yuka Yamazaki   | 636    |
| 3.  | Harune Kamakura | 579    |
| 4.  | Masae Tsuchiya  | 500    |
| 5.  | Aika Kashihara  | 437    |
| 6.  | Shiori Yokohama | 430    |
| 6.  | Honomi Kobuna   | 430    |
| 8.  | Risa Kosaka     | 392    |
| 9.  | Tomoko Yamada   | 381    |
| 10. | Azusa Koike     | 379    |

| Lp. | Zawodnik            | Punkty |
| --- | ------------------- | ------ |
| 1.  | Takatsugu Uda       | 1024   |
| 2.  | Takahiro Suzuki     | 617    |
| 3.  | Kentaro Ishikawa    | 565    |
| 4.  | Tomoki Sato         | 555    |
| 5.  | Hyuga Otaki         | 520    |
| 6.  | Kosei Kobayashi     | 511    |
| 7.  | Shunsuke Koike      | 489    |
| 8.  | Haruki Yamashita    | 475    |
| 9.  | Masatoshi Hachisuka | 468    |
| 10. | Yukinori Hashimoto  | 406    |